# Kanton Saint-Quentin-Centre
Der Kanton Saint-Quentin-Centre war von 1973 bis 2015 ein französischer Wahlkreis im Stadtgebiet von Saint-Quentin im Département Aisne in der Region Picardie. Die landesweiten Änderungen in der Zusammensetzung der Kantone brachten zum März 2015 seine Auflösung.
Der Kanton bestand aus einem Teil der Stadt Saint-Quentin.

## Einwohner
| Bevölkerungsentwicklung | Bevölkerungsentwicklung |
| Jahr                    | Einwohner               |
| ----------------------- | ----------------------- |
| 1990                    | 21.538                  |
| 1999                    | 20.189                  |
| 2006                    | 19.927                  |
| 2011                    | 19.546                  |